# スウィーニー・トッド フリート街の悪魔の理髪師
『スウィーニー・トッド フリート街の悪魔の理髪師』（スウィーニー・トッド フリートがいのあくまのりはつし、英: Sweeney Todd: The Demon Barber of Fleet Street）は2007年にイギリス・アメリカで製作された、ティム・バートン監督のミュージカル・ファンタジー・ホラー映画。作品は、スティーヴン・ソンドハイムとヒュー・ホイーラーが手掛け、トニー賞を獲得した1979年の同名ミュージカルを原案にしたもので、腕のいい理髪師ながら、愛用の西洋かみそりで客を次々殺めていくスウィーニー・トッドと、それを助け犠牲者の肉をミートパイにしていたラヴェット夫人を描く、ヴィクトリア朝のロンドン・フリート街を舞台としたメロドラマ風作品である。
バートンは、学生時代に観たソンドハイムのミュージカルが持つ映画のような質に衝撃を受け、1980年代初頭から映画版を作りたいという意欲に駆られていた。2006年、ドリームワークスは、サム・メンデスを降板させてバートンを監督に据えると発表し、長年の夢が叶うことになった。ソンドハイムも、製作期間中多大な助言を与えるなど全面協力した（→#製作）。
主人公のベンジャミン・バーカー/スウィーニー・トッドはジョニー・デップ、ラヴェット夫人はヘレナ・ボナム＝カーターが演じた。主撮影直前までデップ自身の歌声は全く知られておらず、プロデューサーのリチャード・D・ザナックは一か八かの賭けだと感じたという。しかし、デップは音楽としての質こそ欠けていると評価されたが、批評家には役柄に合った歌声だと概ね好意的な評価を得た（→#音楽、#批評）。
作品はアメリカ合衆国で2007年12月21日、日本で2008年1月19日、イギリスで同1月25日に封切られた。作品は、ゴールデングローブ賞 映画部門 作品賞 (ミュージカル・コメディ部門)、ゴールデングローブ賞 映画部門 主演男優賞 (ミュージカル・コメディ部門)（デップ）、アカデミー美術賞などをはじめ多くの賞を獲得した。ラヴェット夫人役のボナム＝カーターはゴールデングローブ賞 映画部門 主演女優賞 (ミュージカル・コメディ部門)にノミネートされたほか、デップもアカデミー主演男優賞にノミネートされた（→#受賞とノミネート）。アメリカでは際立った興行成績を残さなかったが、作品は世界中で公開され、サウンドトラック・アルバムやDVDも販売枚数を数多く重ねている（→#ディスクリリース）。
刃物による殺人や焼殺シーン、カニバリズム描写があることから、同監督の作品としては日本で初めてR15+指定を受けた（→#各国のレイティング）。

## あらすじ
舞台はヴィクトリア朝中期のロンドン・フリート街。理髪師のベンジャミン・バーカー（演：ジョニー・デップ）は、船乗りのアンソニー・ホープ（演：ジェイミー・キャンベル・バウアー）と共にロンドンに到着する。物語開始から遡ること15年前、彼は美貌を誇る妻ルーシー（演：ローラ・ミシェル・ケリー）を狙った治安判事のターピン（演：アラン・リックマン）により、無実の罪を被せられてオーストラリアへ流罪にされていた。バーカーは「スウィーニー・トッド」と名前を偽り、ラヴェット夫人（演：ヘレナ・ボナム＝カーター）が階下で閑古鳥の鳴くミートパイ店を営む、フリート街のかつての店へと戻る。トッドはラヴェット夫人から、妻ルーシーがターピンにいたぶられ、砒素を呑んで自殺したこと、そして娘ジョアンナ（演：ジェイン・ワイズナー）がターピンに軟禁されていて、彼の欲望がジョアンナに向かっていることを聞かされる。トッドは復讐を誓い、ラヴェットが大切に保管していた西洋かみそりを受け取って理髪店を再開する。その間にアンソニーは、窓辺に顔を出したジョアンナと恋仲になるが、ターピンに捕まえられ、その部下であるバムフォード（演：ティモシー・スポール）につまみ出される。
トッドは偽イタリア人の理髪師アドルフォ・ピレリ（演：サシャ・バロン・コーエン）が売る発毛剤がペテンだと見抜いたことで、ピレリと民衆の前で髭剃り競争を行うことになる。競争に勝ったトッドだったが、剃刀と手つきからピレリに正体を見破られてしまう。数日後、ピレリはアシスタントのトビー（演：エド・サンダース）とトッドの店を訪れ、自分が昔バーカーの見習いとして働いていたデイヴィー・コリンズであることを明かした上で、秘密を隠す代わりに売り上げの半分を寄越すようトッドを脅す。トッドは秘密を守るため衝動的にピレリを殺し、階下ではトビーの身の上に同情したラヴェットが、彼を引き取ろうと心に決める。
髭剃り競争の審判をしたバムフォードに勧められ、ジョアンナとの結婚を目論むターピンがトッドの店へ訪れる。トッドは髭剃りがてらターピンののどを掻き切って殺そうとするが、アンソニーがジョアンナとの駆け落ち計画を携えて駆け込んできたことで、ターピンが激怒して店を出て行ってしまう。復讐に失敗したトッドは、いつか仇を討つ日を思いつつ、顧客を次々に殺すことを怒りの捌け口とし、ラヴェットは犠牲者の肉でミートパイを作って売り捌くようになる。一方のアンソニーはジョアンナの行方を追うが、駆け落ち計画を知ったターピンは彼女を精神病院送りにしてしまう。
人肉パイで大繁盛したラヴェットは、引き取ったトビーと、トッドとの3人で海辺に暮らす夢を歌い上げるが、トッドは気乗りしない。店の周りには、汚らしい身なりの女性（演：ローラ・ミシェル・ケリー）がうろつくようになり、ラヴェットはトビーを使って女を追い返す。アンソニーからジョアンナの居場所を突き止めたと知らされ、トッドはかつら職人の見習いを装って彼女を助けるよう助言する。その後トッドはターピンへ手紙を出し、アンソニーとジョアンナの駆け落ち計画をだしにして彼を誘き出す。トッドを疑い始めたトビーは、自分がラヴェットを守ると申し出るが、彼女がピレリの小銭入れを使っていたことで狼狽する。
バムフォードがラヴェットのパイ屋に現れ、近所の住民が店の煙突から異臭がすると訴えていることを伝える。トッドは無料で髭剃りをしようとバムフォードを店へ招き、そのまま彼を殺す。トッドは手作りの回転椅子と仕掛け扉で、彼の遺体を地下にあるラヴェットの厨房へ落とすが、そこにいたトビーは、トッドが殺した人間の肉がパイのペイストリーに使われていたことを知ってしまう。同じ頃、ジョアンナを救出したアンソニーは、彼女を若い船乗りに変装させてトッドの店に連れて行き、自分が帰るまでここにいるよう言い含める。その後ラヴェットの店の周りをうろついていた女性が、バムフォードを追ってトッドの店に現れ、ジョアンナは店のトランクに隠れる。女性はトッドを認めて何か話そうとするが、トッドは早業で彼女を殺し、仕掛け扉から地下へ遺体を落とす。
直後、ターピンが再び店に訪れ、トッドはジョアンナが後悔していたと嘘をつき髭剃りを申し出る。ターピンがトッドの話から、彼の正体がベンジャミン・バーカーだったと知ったところで、トッドは何回も切りつけてターピンを殺害し、遺体を地下へ落とす。ジョアンナは様子を伺うためトランクから顔を出し、トッドの手にかけられそうになるが、ラヴェットの悲鳴が彼女を助ける。
悲鳴を聞いて地下に向かったトッドは、先ほど殺した女性が、死んだと聞かされていた妻ルーシーであることに気付く。ラヴェットの嘘に激怒したトッドは、ワルツを踊ると見せかけて彼女をオーブン窯へ放り込んで殺し、妻の亡骸を腕に抱く。そこへ下水道に逃げ込んでいたトビーが戻ってくるが、トッドはトビーに剃刀でのどを掻き切られるのを黙って受け入れる。トビーは地下室を去り、トッドはルーシーの亡骸を抱いたまま、首から血を流して死んでいく。

## キャスト
ベンジャミン・バーカー / スウィーニー・トッド
演 - ジョニー・デップ
腕の良い理髪師で、美しい妻ルーシーと、その間に生まれた娘ジョアンナに恵まれて幸せな生活を送っていたが、妻を狙ったターピンによりオーストラリアへ流罪にされる。15年の後脱獄してフリート街に戻り、ラヴェット夫人から妻と娘の行方を聞かされる。その後スウィーニー・トッドとの偽名を用いて理髪店を営みつつ、ターピンへの復讐の機会を伺う。
ラヴェット夫人
演 - ヘレナ・ボナム＝カーター
バーカーの店があった場所で売れないパイ屋を営み、その後店の2階をトッドの理髪店用に貸し出す。トッドが殺した客を使った人肉パイで店が大繁盛し、引き取ったトビーと3人での新生活を思い描くようになる。
ターピン判事
演 - アラン・リックマン
バーカー夫人だったルーシーに横恋慕し、彼女を略奪するため、権力を濫用してバーカーを流罪にした好色な判事。夫妻の娘・ジョアンナを養女として引き取り、屋敷に軟禁している。
ビードル・バムフォード
演 - ティモシー・スポール
ターピンの腰巾着としていつも帯同する小役人。トッドによって殺される。
ジョアンナ・バーカー
演 - ジェイン・ワイズナー
バーカー夫妻の一人娘。両親が去った後、養女としてターピンに引き取られ軟禁されている。窓越しに出会ったアンソニーと恋仲になるが、ターピンに見つけられ、無理矢理結婚させられそうになる。
物語中盤、ターピンによって精神病院に幽閉されるが、アンソニーに救出された後、若い船乗りに変装してトッドの店のトランクに身を潜める。しかしそのトランクの中からトッドによる殺害現場を目の当たりにし、自身もトッドの手にかけられそうになるも、辛うじて難を逃れたが、その後の消息は不明。
アドルフォ・ピレリ
演 - サシャ・バロン・コーエン
イタリア語訛りの英語で、助手の少年トビーと発毛剤を売っている。実際は生粋のイギリス人で、幼い頃にはバーカーの理髪店で見習いとして働いていた。トッドとの髭剃り競争を行って敗れるが、その手捌きからトッドがベンジャミン・バーカーだと見抜き、最初の犠牲者となる。
ルーシー・バーカー / 物乞いの女
演 - ローラ・ミシェル・ケリー
バーカーの妻で、その美貌からターピンに見初められる。夫が流罪になった後は身をやつして暮らしていたが、ラヴェットは毒を飲んで死んだと嘘をついていた。バムフォードを追ってやってきたところでトッドの手にかけられる。
アンソニー・ホープ
演 - ジェイミー・キャンベル・バウアー
脱獄してロンドンに戻ってきたバーカーを助けた船乗り。ジョアンナと恋仲になるが、駆け落ち計画がターピンに露見して窮地に立たされる。トッドはこの計画を利用してターピンを誘き出す。
物語中盤、ターピンによって精神病院に幽閉されていたジョアンナを救い、彼女を変装させた上で自分が戻るまでトッドの店で待ってるよう、彼女を残して逃走のための馬車を探しに向かったが、その後の消息は不明。
トビー
演 - エド・サンダース
ミュージカル版のトバイアス・ラグに相当。ピレリと共に発毛剤を売っていたが、ピレリがトッドに殺された後、ラヴェットに引き取られてパイ屋で働くようになる。
しかし次第にトッドを疑い始め、ラヴェットに訴えるもトッドを愛している彼女には聞き入れてもらえず、後にトッドの正体やパイの具材が彼が殺した客の人肉だったことを知る。一時は下水道から逃走を図るも、ラヴェットが殺された直後、彼女の復讐のために自らトッドを手にかけるが、その後の消息は不明。

## スタッフ
参照元は以下の通り。
- 監督：ティム・バートン
- 原作：スティーヴン・ソンドハイム、ヒュー・ホイーラー（英語版）
- 脚本：ジョン・ローガン
- 製作総指揮：パトリック・マコーミック
- 製作：リチャード・D・ザナック、ウォルター・F・パークス、ローリー・マクドナルド、ジョン・ローガン
- 音楽：スティーヴン・ソンドハイム
- 撮影：ダリウス・ウォルスキー
- 編集：クリス・レベンゾン
- 美術：ダンテ・フェレッティ
- 装飾：フランチェスカ・ロ・スキャーヴォ（英語版）
- 衣装：コリーン・アトウッド
- メイク：イヴァナ・プリモラック（英語版）
- 特殊メイク監修：ニール・スキャンラン
- 特殊メイク：クレア・グリーン、他
- 特殊造形：ダンカン・ジャーマン、サイモン・ローズ、他
- 特殊効果：ジョディ・エルザム、ヴィクトリア・ウィリアムズ、ベン・ブロードブリッジ、他
- 視覚効果監修：チャス・ジャレット、グレアム・クリスティ
- 視覚効果プロデューサー：ニッキー・ペニー、オリヴァー・マネー
- 視覚効果：ムービング・ピクチャー・カンパニー

## 製作

### 発展
作品は、1979年にスティーヴン・ソンドハイムが作った同名ミュージカルを下地にしている。ティム・バートンが初めてこの作品を観たのは、カリフォルニア芸術大学の学生だった1980年に、休暇で訪れたロンドンでのことだった。バートンはこの時を思い返して次のように述べている。
バートンはミュージカルファンではなかったものの、作品が映画的であることに惹かれ、何度も公演を観に劇場へ足を運んだ。彼は作品を音楽付きの無声映画のようだと語り、「音楽と死の舞踏のような感性の両方に感銘を受けた」。バートンは1980年代後半に監督業を始め、同じ頃にソンドハイムへ映画翻案を作りたいと申し出た。ソンドハイムはこの時について、了解を出したもののバートンは別の仕事に取りかかってしまったと後に語っている。
そうしている間に、サム・メンデスがこの作品の映画化に取りかかり始め、2003年6月にはソンドハイムに脚本執筆が依頼された。ソンドハイムはこのオファーを断ったが、メンデスとプロデューサーのウォルター・F・パークスは、ソンドハイムからジョン・ローガンを脚本家として採用する許可を得た。ローガンは既に2000年の映画『グラディエーター』でパークスと共に働いていたが、ソンドハイムの作品を翻案するのは最大の挑戦だったと回顧している。
その後、メンデスは2005年公開の映画『ジャーヘッド』撮影のため監督職を離れ、高額な予算が元で "Ripley's Believe It or Not!" (en) の計画が頓挫したばかりだったバートンは、監督業の引き継ぎを持ちかけられてこの話に飛びついた。
バートンの採用を受けて、彼はローガンと共に脚本の書き直しに取りかかった。元々3時間あった舞台作品を、映画用の2時間尺にするため、いくつかの変更が加えられている。ミュージカル・ナンバーは、尺を短く編曲されたり、あるいはすっかり削除された。これについてバートンは次のように述べている。
バートンとローガンは、トッドの娘ジョアンナとアンソニーの恋模様など、主人公以外の物語を大幅に削除し、演技も抑えたものにして、トッドとラヴェット夫人、そしてトビーの三角関係に焦点を当てて描き出すことにした。

### キャスティング
2006年8月、ドリームワークスはバートンの参加とトッド役へのジョニー・デップのキャスティングを発表した。バートンとデップは、本作が6度目のタッグとなる。デップはミュージカル初挑戦だったが、バートンからのオファーを受け、昔のバンド仲間に協力を依頼して劇中曲の "My Friends" を録音して送った。しかしこれは、他の配役が決定し衣装・セットの製作が始まっていた頃の話で、それまで彼の歌声を聞いたことがなかったバートンやプロデューサーのザナックは、テープを聴くまでやきもきしていたという。
幽霊のナレーター役には、クリストファー・リーやピーター・ボウルズ、アンソニー・ヘッドなど総勢8人がキャスティングされたが、後に全てカットされた（ヘッドは髭剃り競争の後トッドを讃える男としてクレジット無しのカメオ出演している）。リーは後に、2007年3月にデップが娘リリー＝ローズの看病のため休業し、撮影に時間的制約がかかったので役が削除されたと明かした。
2006年10月には、サシャ・バロン・コーエンのキャスティングと共に、バートンと当時内縁関係にあったヘレナ・ボナム＝カーターの出演が発表された。ボナム＝カーターは、子どもの頃から一家揃って舞台版のファンであり、バートンの反対を押し切って、3ヶ月のレッスンを受けてまでオーディションに臨んだ。またバロン・コーエンはオーディションで『屋根の上のバイオリン弾き』をほぼ全編熱唱し、即採用されたという。また2ヶ月後の2006年12月には、アラン・リックマンの出演が、年が明けた2007年1月にはルーシー・バーカー役へのローラ・ミシェル・ケリーのキャスティングが発表された。その後ティモシー・スポールが追加キャストとして発表され、デップのファンで、父と彼の共演を望んでいた娘に説得されてオーディションを受けたと報じられた。
また、トビー役にはエド・サンダース、ジョアンナ役にはジェイン・ワイズナー、アンソニー役にはジェイミー・キャンベル・バウアーが選ばれた。バウアーはオーディションから4日後に買い物をしているところでアンソニー役内定を伝えられ、役の内定に喜んで小さな女の子のように店中走り回ったと述懐している。また、バートンは当初ジョアンナ役にアン・ハサウェイを考えていたが、無名女優を求めて変更されたとも報じられている。ハサウェイ自身も、この噂を認めているが、その真偽までは明らかにしていない。
デップを除く全てのキャスティングはソンドハイムの承認を受けてから決定した。

### 撮影
主要撮影は2007年2月5日にパインウッド・スタジオで始まり、デップの娘の病気による一時中断を挟んで、同年5月11日に終了した。バートンはロンドンで撮影することを選んだが、ロンドンは1989年の『バットマン』撮影以来「とても気楽な場所」だと（英: "very much at home"）感じていたという。美術を担当したダンテ・フェレッティは、フリート街や周辺地域の外見を改造して（フェレッティは実際のフリート街を採寸してセットを作った）、より暗く不吉なイメージのロンドンを創り上げた。バートンは当初グリーン・スクリーンの前に小さなセットを作って撮影するつもりだったが、「グリーン・スクリーンの前で歌わせるのは余計支離滅裂だ」と話し、物理的なセットの方がキャストがミュージカルの枠組みに入り込みやすいだろうと考えて中止している。キャストたちは吹替無しで予め曲を収録してから撮影に臨み、映像はこの音楽を流しつつリップシンクさせる形で撮影された。
デップは、自身でトッドのイメージを創り上げて撮影に臨んだ。目元には濃い紫色・茶色のメイクアップが施されたが、これはトッドの疲労と憤怒を表し、「彼は眠らない」と感じさせるためだったという。ラヴェットにも同じようなメイクがされたが、バートン曰く無声映画時代のスターをイメージしたものだった。バートンはスウィーニー・トッドというキャラクターについて、次のように語っている。
デップもトッドというキャラクターについて、「シド・ヴィシャスだって彼に比べれば純情な新聞配達の少年みたいなものだよ。彼は闇を超えた存在だ。彼は既に死んでいる。死んでから何年も経っているんだ」と述べている。デップはまた、トッドの髪に入れられた一筋の白髪について次のように語った。
バートンは映画が血生臭いものだと力説し、殺戮を繰り返す舞台版からその力を盗み取ったように感じると述べた。彼は「スウィーニーの全てはとても内面的なもので、[噴き出す血]は彼の感情の現れのようだ。文字に書かれるよりもっとカタルシスになる」と話している。プロデューサーのリチャード・D・ザナックはバートンの姿勢について次のように話した。
彩度が抑えられたセットを利用したため、オレンジ色に変えられた血糊が用いられ、撮影クルーは色が付いてしまうのを避けるためゴミ袋で作ったライナーを着用して撮影に臨んだ。また、シーンを劇的にするため、1シーンに対し人間の総血液量を超える量の血糊が使われた。彩度を抑えたセットは、1930年代から1940年代のハリウッド映画の雰囲気を要求したバートンの依頼に応え、1931年の映画『フランケンシュタイン』を参考にして作られた。また衣装は全て手縫いであり、ラヴェットのドレスの中には、わざわざヴィクトリア朝のカーテン布を探し出して作られたものも存在する。ラヴェットの妄想を歌い上げる曲 "By The Sea" でトッドが着ているボーダー柄の水着は、没寸前だったものが撮影現場で好評となり採用された。
作品の死の舞踏を思わせるトーンは、いくつかのスタジオを尻込みさせるほどのものだったが、最終的にはワーナー・ブラザース、ドリームワークス、パラマウント映画が映画の予算をカバーできる5000万ドルの契約書にサインした。バートンは、「スタジオは内容に冷淡で、作品がどんなものか分かった上で受け入れた。どんな映画も冒険だが、ミュージカルやスラッシャー映画の枠組みにはまらないものを作ることができるのは素晴らしいことだ」と話した。
撮影後、バートンはキャストに対し次のような讃辞を述べた。
また作中の歌については、次のように述べている。
デップはバロン・コーエンと共演したことについて、実生活ではどんな人物なのか尋ねた話を引いて、「想像と全く違う人物だ。ああいったキャラクターの影はどこにも見えなくて、『これは世界で1番気持ちの良いやつだな』と思ったよ。とってもいいやつだ。本当の紳士で、何というか上品だね。いい印象を受けたよ。今日のピーター・セラーズといったところかな」と述べた。

## 音楽
バートンは、しばしば歌で遮られる対話の継ぎ接ぎのような古くからのアプローチを避けたいと考えており、次のように話している。
バートンは、ミュージカル版の有名なオープニング・ナンバーである "The Ballad of Sweeney Todd" を割愛したが、これについては「これから進んで話を観ようって時に、『スウィーニー・トッドの物語を語る』コーラスがどうして要るんだい？」と説明している。映画化にあたり、ソンドハイムもプロットが動き続けなくてはならないという点に納得し、映画の音楽プロデューサーだったマイク・ハイアムから短縮されたバージョンの曲のMP3ファイルを受け取った。他にも複数の曲がカットされ、このことについてソンドハイムは、「沢山の変更、追加そして削除があった･･････それでも作品についていけば、見応えのある時間を過ごせることと思う」と述べた。
キャストによる歌は、主要撮影前に吹替無しで全曲収録されたが、ソンドハイムを目の前にフル・オーケストラで歌う緊張から、上手く歌えない演者も多かったという。その後、小スタジオに場所を移し、録音の伴奏を聴きながら収録される形に変更された。
「デラックス完全版」とされたサウンドトラックは2007年12月18日に発売された。デップの歌声は、『ニューヨーク・タイムズ』紙の批評家に「残酷でか細いが、素晴らしく印象的だ」（英: "harsh and thin, but amazingly forceful"）と評された。別の批評家は、デップの声に「重さや力があるわけではない」としつつも、「彼の耳は明らかに素晴らしく、歌声のピッチは実に正確だ･･････彼の優れたピッチやフレージングのほかにも、彼の表情に富む歌い方は批評する上で欠かすことができない。スウィーニーの虚ろで不機嫌な外見の下には、彼がゆっくり息を吸う度に爆発するぞと脅してくる残忍な激怒の感情が詰まっており、それを語る準備が出来ている。彼は歌っているにもかかわらず、その声は感情で満ちており、悲しみを捨てているのだ」と述べた。

### サウンドトラック収録曲
参照元は以下の通り。
| 全作詞・作曲: スティーヴン・ソンドハイム。 |                                   |                            |                            |                                                                                          |       |
| #                                          | タイトル                          | 作詞                       | 作曲・編曲                 | アーティスト                                                                             | 時間  |
| 1.                                         | 「Opening Title」                 | スティーヴン・ソンドハイム | スティーヴン・ソンドハイム |                                                                                          | 3:31  |
| 2.                                         | 「No Place Like London」          | スティーヴン・ソンドハイム | スティーヴン・ソンドハイム | ジョニー・デップ、ジェイミー・キャンベル・バウアー                                       | 5:32  |
| 3.                                         | 「The Worst Pies In London」      | スティーヴン・ソンドハイム | スティーヴン・ソンドハイム | ヘレナ・ボナム＝カーター                                                                 | 2:23  |
| 4.                                         | 「Poor Thing」                    | スティーヴン・ソンドハイム | スティーヴン・ソンドハイム | ヘレナ・ボナム＝カーター                                                                 | 3:09  |
| 5.                                         | 「My Friends」                    | スティーヴン・ソンドハイム | スティーヴン・ソンドハイム | ジョニー・デップ、ヘレナ・ボナム＝カーター                                               | 3:48  |
| 6.                                         | 「Green Finch And Linnet Bird」   | スティーヴン・ソンドハイム | スティーヴン・ソンドハイム | ジェイン・ワイズナー                                                                     | 2:16  |
| 7.                                         | 「Alms! Alms!」                   | スティーヴン・ソンドハイム | スティーヴン・ソンドハイム | ローラ・ミシェル・ケリー                                                                 | 1:16  |
| 8.                                         | 「Johanna」                       | スティーヴン・ソンドハイム | スティーヴン・ソンドハイム | ジェイミー・キャンベル・バウアー                                                         | 1:57  |
| 9.                                         | 「Pirelli's Miracle Elixir」      | スティーヴン・ソンドハイム | スティーヴン・ソンドハイム | エド・サンダース、ジョニー・デップ、ヘレナ・ボナム＝カーター                             | 2:00  |
| 10.                                        | 「The Contest」                   | スティーヴン・ソンドハイム | スティーヴン・ソンドハイム | サシャ・バロン・コーエン                                                                 | 3:39  |
| 11.                                        | 「Wait」                          | スティーヴン・ソンドハイム | スティーヴン・ソンドハイム | ヘレナ・ボナム＝カーター                                                                 | 2:39  |
| 12.                                        | 「Ladies In Their Sensitivities」 | スティーヴン・ソンドハイム | スティーヴン・ソンドハイム | ティモシー・スポール                                                                     | 1:23  |
| 13.                                        | 「Pretty Women」                  | スティーヴン・ソンドハイム | スティーヴン・ソンドハイム | ジョニー・デップ、アラン・リックマン                                                     | 4:28  |
| 14.                                        | 「Epiphany」                      | スティーヴン・ソンドハイム | スティーヴン・ソンドハイム | ジョニー・デップ、ヘレナ・ボナム＝カーター                                               | 3:17  |
| 15.                                        | 「A Little Priest」               | スティーヴン・ソンドハイム | スティーヴン・ソンドハイム | ヘレナ・ボナム＝カーター、ジョニー・デップ                                               | 5:15  |
| 16.                                        | 「Johanna」(reprise)              | スティーヴン・ソンドハイム | スティーヴン・ソンドハイム | ジェイミー・キャンベル・バウアー、ジョニー・デップ、ローラ・ミシェル・ケリー             | 5:42  |
| 17.                                        | 「God, That's Good!」             | スティーヴン・ソンドハイム | スティーヴン・ソンドハイム | エド・サンダース、ヘレナ・ボナム＝カーター                                               | 2:47  |
| 18.                                        | 「By The Sea」                    | スティーヴン・ソンドハイム | スティーヴン・ソンドハイム | ヘレナ・ボナム＝カーター、ジョニー・デップ                                               | 2:20  |
| 19.                                        | 「Not While I'm Around」          | スティーヴン・ソンドハイム | スティーヴン・ソンドハイム | エド・サンダース、ヘレナ・ボナム＝カーター                                               | 4:20  |
| 20.                                        | 「Final Scene」                   | スティーヴン・ソンドハイム | スティーヴン・ソンドハイム | ヘレナ・ボナム＝カーター、ジョニー・デップ、ローラ・ミシェル・ケリー、アラン・リックマン | 10:22 |
| 合計時間:                                  | 合計時間:                         | 合計時間:                  | 72:04                      |                                                                                          |       |

## マーケティング
マーケティングについては、作品がミュージカル映画だと宣伝しなかったとして批判を受けた。『ライターズ・シアター』のマイケル・ハルバースタムは、「トレイラーで音楽を重視しなかったことで、プロデューサーたちがこちらを見下しているのだろうなと感じる—涙どころではない酷い戦略だ」と述べた。イギリスでは、作品がミュージカル映画だと分かった瞬間に席を立って退出する観客が続出し、わざとミスリーディングな宣伝が行われたとする訴えが広告基準局や取引基準局に寄せられた。
製作に関わったスタジオは、控えめなアプローチのマーケティングを選択した。プロデューサーのひとりだったウォルター・F・パークスは、「難点と表現されるだろう全ての点は、同時に映画の素晴らしい強みとも言える」と述べた。ワーナー・ブラザースは、『ディパーテッド』で行ったように、最初はほとんど情報を明かさずに賞レースの噂を避ける方法が良いと感じていた。

### 回収騒動
アメリカで最初に掲示されたポスターは、理髪店の椅子に腰かけるトッドというデザインだったが、窓の外にビッグ・ベンが映りこんでおり、時代設定と矛盾しているため回収された。というのも、映画本編のストーリーがヴィクトリア朝中期と設定されているにもかかわらず、ビッグ・ベンの着工は1843年・完成は1859年だったからである。

## 封切り
映画は2007年12月21日に、アメリカ合衆国の1,249館で封切られ、週末だけで9,300,805ドルの興行収入を得た。これに引き続いた2008年1月・2月には世界各地で公開され、イギリスや日本でも映画はヒットした。アメリカとカナダでは52,898,073ドル、それ以外の世界各地で99,625,091ドルの興行収入を得て、総計では152,523,164ドルを稼ぎ出した。日本では20.5億円の興行収入を得て、2008年の洋画部門第12位となったほか、オープニング興行収入は当時の最高記録となった。作品は、同監督の作品としては日本初のR15+指定を受けた。
マーカス・シアターズ・コーポレーションは、パラマウント映画との金銭面の契約合意に至らず、当初はプレミア上映後のアメリカでの上映を計画していなかったという。その後両者の間で協議が行われ、作品は全米上映されることになった。

### 各国のレイティング
【年齢制限あり】（※対象年齢以下の者の鑑賞を全面的に禁止している国）
- 日本：R15+(映画倫理委員会)[59]
- 韓国：18[60]
- 台湾：限制級(R18)[61]
- オーストラリア：MA15+(15禁、オーストラリア等級審査委員会)[62]
- イギリス：18(全英映像等級審査機構)[63]
- シンガポール：M18[64][65]
- ドイツ：16[66]
- マレーシア：18PL[67][68][注釈 26]
- フィリピン：R-18[71][72]

【年齢制限なし】
- アメリカ合衆国：R(17歳未満は保護者の同伴が必要)(for graphic bloody violence./ アメリカ映画協会)[73][74]
- カナダ：18A(ブリティッシュコロンビア州ほか、成人保護者の同伴必須)、13+(ケベック州)[75]
- アイルランド：16(成人保護者の同伴必須)[76][77]
- フィンランド：K-18[78]

## 批評
ソンドハイムは自身のミュージカルの映画化に慎重な立場だったが、映画の興行成績に対しては好意的に捉えた。作品は絶賛を受け、デップの歌声には批評家たちから賞賛が送られた。映画批評サイトRotten Tomatoesでは、222件のレビューに基づき、支持86%の「新鮮な映画」に分類されている。またMetacriticでは、39件のレビューに基づき、100点満点中83点が付けられている。作品は様々な批評サイトで、2007年のベスト映画トップ10にランクインした。
『タイム』誌では作品をA-に位置付け、「バートンとデップは、スティーヴン・ソンドハイムのスコアという素晴らしい刃物に、燃えるような情熱を注ぎ込んだ。ヘレナ・ボナム＝カーターや素晴らしい助演者たちは、目的意識のある激情を、このミュージカル仕立ての悪夢へ注ぎ込んだ。忌々しくも素晴らしい」と評した。『タイム』誌のリチャード・コーリスは、2007年のトップ10映画で、この作品を第5位にランクインさせた。『シカゴ・サンタイムズ』紙のロジャー・イーバートは、4つ星満点を付け、バートンの映像表現を絶賛した。トッド・マッカーシーは、『バラエティ』誌でのレビューで、「鋭く素早い」もので、ソンドハイムの代表作の映像化として満足のいくものだったと評した。『エンターテインメント・ウィークリー』のリサ・シュヴァルツバウムは、映画批評のコーナーで作品にB+の評価を付けた上で、「正しいスウィーニー・トッドを上演するには、首は掻き切られなくてはならないし、生の人間はすり潰されてペイストリーにされなければならない、さらに血は噴水や死の川のように噴き出すべきだ。ティム・バートンには—厚い石鹸の泡が付いた、トマトのような赤の血糊を優しく撮る人物だ—ハリウッドが生んだジャクソン・ポロックの面白みを注ぎ込みたい」と述べた。また楽曲についてもコメントし、「贅沢で丁寧だ」（英: This opulent, attentive production）とした上で、「ソンドハイムが作った元のメロドラマとバートンの特徴を混ぜ物にして素晴らしくミンチにしたもので、これほどまでにこの仕事にぴったりな映画制作者を他に思いつくことが難しい」と述べた。
同じく『エンターテインメント・ウィークリー』のクリス・ナシャワティはA-の評価を付け、「デップのそびえ立つような声は、観る者にどんな仕掛けを彼が隠しているのか思いを巡らせる。床屋のデップが巧みに剃刀を操る姿を観てほしい･･････18年前に半狂乱で生け垣を刈り込んで動物のトピアリーを作ったエドワード・シザーハンズの姿を思い起こさずにはいられない。そしてもし[バートンとデップが]出会っていなければ、このひねくれた美しさなど観ることはできなかったのだ」と述べた。『ローリング・ストーン』誌では、ピーター・トラヴァースが4つ星満点中星3½個分の評価を付け、「『スウィーニー・トッド』は初めから終わりまでホラーものだ。恐ろしくて、奇怪なほどおかしく、スリル満点な音楽がいっぱいだ。[映画は]忌々しくも不思議で、親しみやすく勇壮で、恐ろしくも悲痛であり、ソンドハイムの激烈に刺激的な楽曲という翼を使って飛んでいるようだ」と批評した。またトラヴァースは、『タイム』誌同様に2007年のトップ10映画の5位に作品を位置付けた。『ハリウッド・レポーター』のカーク・ハニーカットは、「音楽のそばに置かれた血は、何とも混乱させるようなものだ。期待と対照的な方向へ向かっていく。バートンはこの血糊を観客の顔へ押しつけ、スウィーニーの執念による狂気や破壊的な激情を感じさせようとしているのだ。デップという長年の代理自我とタッグを組み、バートンはスウィーニーを激情のくすぶる暗い落とし穴に仕立て上げた。演技研究と驚くほど適したその声によって、デップは時代を超えたスウィーニー・トッドとなったのだ」と評した。ハリー・ノウルズは映画に大変好意的な批評を与えた上で、バートンの作品では、ノウルズのお気に入りである『エド・ウッド』以来の最高作とし、本作はこれを上回るかもしれないと述べた。彼はキャスティングと撮影方法を絶賛したが、映画の大半を音楽が占めているので、ミュージカルファンでない観客には受けないかもしれないとも忠告した。

## 受賞とノミネート
作品は2008年1月の第65回ゴールデングローブ賞で4部門のノミネートを受け、うち2部門で受賞した。受賞は映画部門 作品賞 (ミュージカル・コメディ部門)、映画部門 主演男優賞 (ミュージカル・コメディ部門)（ジョニー・デップ）である。またティム・バートンが監督賞に、ヘレナ・ボナム＝カーターが映画部門 主演女優賞 (ミュージカル・コメディ部門)にそれぞれノミネートされた。映画はナショナル・ボード・オブ・レビューが選ぶ2007年のトップ10映画にランクインしたほか、バートンには最優秀監督賞が贈られた。また英国アカデミー賞（BAFTA）では、衣装デザイン賞・メイクアップ＆ヘア賞の2部門でノミネートを受けた。第80回アカデミー賞では、デップが主演男優賞にノミネートされたほか、衣装デザイン賞・美術賞にもノミネートされ、美術賞を獲得した。デップはMTVムービー・アワード2008で悪役賞を獲得し、ファンに対して「このとても愚鈍で奇妙な道でも自分についてきてくれてありがとう」と讃辞を述べた。デップはまたティーン・チョイス・アワードでも悪役賞を獲得した。スパイク・テレビが主催する2008年のスクリーム賞では、最優秀ホラー映画賞と最優秀男優賞（ホラー映画・テレビ番組部門、デップ）を獲得した。
また2008年に『エンパイア』誌が発表した、古今を通じた傑作映画500本（英: 500 Best Movies of All Time）では490位にランクインした。
| 年     | 賞名                                     | 部門                                             | 対象                                                   | 結果       | 出典                            |
| ------ | ---------------------------------------- | ------------------------------------------------ | ------------------------------------------------------ | ---------- | ------------------------------- |
| 2007年 | ロンドン映画批評家協会賞                 | 女優賞（イギリス国内）                           | ヘレナ・ボナム＝カーター                               | ノミネート | [ 104 ]                         |
| 2007年 | ナショナル・ボード・オブ・レビュー       | 2007年のトップ10映画                             | 2007年のトップ10映画                                   | 受賞       | [ 94 ]                          |
| 2007年 | ナショナル・ボード・オブ・レビュー       | 最優秀監督賞                                     | ティム・バートン                                       | 受賞       | [ 94 ]                          |
| 2007年 | 全米美術監督組合賞                       | 全米美術監督組合賞                               | 全米美術監督組合賞                                     | ノミネート | [ 105 ]                         |
| 2008年 | 第80回アカデミー賞                       | 主演男優賞                                       | ジョニー・デップ                                       | ノミネート | [ 96 ] [ 97 ] [ 106 ] [ 107 ]   |
| 2008年 | 第80回アカデミー賞                       | 衣装デザイン賞                                   | コリーン・アトウッド                                   | ノミネート | [ 96 ] [ 97 ] [ 106 ] [ 107 ]   |
| 2008年 | 第80回アカデミー賞                       | 美術賞                                           | ダンテ・フェレッティ、フランチェスカ・ロ・スキャーヴォ | 受賞       | [ 96 ] [ 97 ] [ 106 ] [ 107 ]   |
| 2008年 | イヴニング・スタンダード・イギリス映画賞 | 最優秀女優賞                                     | ヘレナ・ボナム＝カーター                               | 受賞       | [ 108 ]                         |
| 2008年 | アメリカ映画編集者協会賞（エディー賞）   | 長編映画編集賞 (コメディ・ミュージカル部門)      | クリス・レベンゾン                                     | 受賞       | [ 109 ]                         |
| 2008年 | 英国アカデミー賞                         | 衣装デザイン賞                                   | コリーン・アトウッド                                   | ノミネート | [ 95 ]                          |
| 2008年 | 英国アカデミー賞                         | メイクアップ＆ヘア賞                             | イヴァナ・プリモラック                                 | ノミネート | [ 95 ]                          |
| 2008年 | 第13回クリティクス・チョイス・アワード   | 作品賞                                           | 作品賞                                                 | ノミネート | [ 110 ] [ 111 ]                 |
| 2008年 | 第13回クリティクス・チョイス・アワード   | キャスト賞                                       | キャスト賞                                             | ノミネート | [ 110 ] [ 111 ]                 |
| 2008年 | 第13回クリティクス・チョイス・アワード   | 主演男優賞                                       | ジョニー・デップ                                       | ノミネート | [ 110 ] [ 111 ]                 |
| 2008年 | 第13回クリティクス・チョイス・アワード   | 若手男優賞                                       | エド・サンダース                                       | ノミネート | [ 110 ] [ 111 ]                 |
| 2008年 | 第13回クリティクス・チョイス・アワード   | 監督賞                                           | ティム・バートン                                       | ノミネート | [ 110 ] [ 111 ]                 |
| 2008年 | ゴールデングローブ賞                     | 映画部門 作品賞 (ミュージカル・コメディ部門)     | 映画部門 作品賞 (ミュージカル・コメディ部門)           | 受賞       | [ 91 ] [ 112 ] [ 113 ]          |
| 2008年 | ゴールデングローブ賞                     | 映画部門 主演男優賞 (ミュージカル・コメディ部門) | ジョニー・デップ                                       | 受賞       | [ 91 ] [ 112 ] [ 113 ]          |
| 2008年 | ゴールデングローブ賞                     | 映画部門 主演女優賞 (ミュージカル・コメディ部門) | ヘレナ・ボナム＝カーター                               | ノミネート | [ 91 ] [ 112 ] [ 113 ]          |
| 2008年 | ゴールデングローブ賞                     | 監督賞                                           | ティム・バートン                                       | ノミネート | [ 91 ] [ 112 ] [ 113 ]          |
| 2008年 | イタリア・オンライン映画賞               | 最優秀主演男優賞                                 | ジョニー・デップ                                       | ノミネート | [ 114 ]                         |
| 2008年 | イタリア・オンライン映画賞               | 最優秀助演女優賞                                 | ヘレナ・ボナム＝カーター                               | ノミネート | [ 114 ]                         |
| 2008年 | イタリア・オンライン映画賞               | 最優秀美術監督賞                                 | ダンテ・フェレッティ、フランチェスカ・ロ・スキャーヴォ | 受賞       | [ 114 ]                         |
| 2008年 | イタリア・オンライン映画賞               | 最優秀衣装デザイン賞                             | コリーン・アトウッド                                   | 受賞       | [ 114 ]                         |
| 2008年 | イタリア・オンライン映画賞               | 最優秀メイクアップ賞                             | イヴァナ・プリモラック                                 | 受賞       | [ 114 ]                         |
| 2008年 | MTVムービー・アワード2008                | 最優秀悪役賞                                     | ジョニー・デップ                                       | 受賞       | [ 99 ] [ 115 ]                  |
| 2008年 | ナショナル・ムービー・アワード           | 最優秀ミュージカル賞                             | 最優秀ミュージカル賞                                   | ノミネート | [ 116 ] [ 117 ]                 |
| 2008年 | ナショナル・ムービー・アワード           | 最優秀男優賞                                     | ジョニー・デップ                                       | 受賞       | [ 116 ] [ 117 ]                 |
| 2008年 | ナショナル・ムービー・アワード           | 最優秀女優賞                                     | ヘレナ・ボナム＝カーター                               | ノミネート | [ 116 ] [ 117 ]                 |
| 2008年 | サターン賞                               | ホラー映画賞                                     | ホラー映画賞                                           | 受賞       | [ 118 ]                         |
| 2008年 | サターン賞                               | 主演男優賞                                       | ジョニー・デップ                                       | ノミネート | [ 118 ]                         |
| 2008年 | サターン賞                               | 主演女優賞                                       | ヘレナ・ボナム＝カーター                               | ノミネート | [ 118 ]                         |
| 2008年 | サターン賞                               | 助演男優賞                                       | アラン・リックマン                                     | ノミネート | [ 118 ]                         |
| 2008年 | サターン賞                               | 監督賞                                           | ティム・バートン                                       | ノミネート | [ 118 ]                         |
| 2008年 | サターン賞                               | 衣装デザイン賞                                   | コリーン・アトウッド                                   | 受賞       | [ 118 ]                         |
| 2008年 | サターン賞                               | メイクアップ賞                                   | ピーター・オーウェン、イヴァナ・プリモラック           | ノミネート | [ 118 ]                         |
| 2008年 | サターン賞                               | 脚本賞                                           | ジョン・ローガン                                       | ノミネート | [ 118 ]                         |
| 2008年 | スクリーム賞                             | 最優秀ホラー男優賞                               | ジョニー・デップ                                       | 受賞       | [ 102 ] [ 119 ]                 |
| 2008年 | スクリーム賞                             | 最優秀ホラー女優賞                               | ヘレナ・ボナム＝カーター                               | ノミネート | [ 102 ] [ 119 ]                 |
| 2008年 | スクリーム賞                             | 最優秀監督賞                                     | ティム・バートン                                       | ノミネート | [ 102 ] [ 119 ]                 |
| 2008年 | スクリーム賞                             | 最優秀ホラー映画賞                               | 最優秀ホラー映画賞                                     | 受賞       |                                 |
| 2008年 | ティーン・チョイス・アワード (en)        | チョイス・ムービー：悪役                         | ジョニー・デップ                                       | 受賞       | [ 100 ] [ 101 ]                 |
| 2009年 | エンパイア賞                             | 最優秀ホラー作品賞                               | 最優秀ホラー作品賞                                     | ノミネート | [ 120 ] [ 121 ] [ 122 ] [ 123 ] |
| 2009年 | エンパイア賞                             | 最優秀男優賞                                     | ジョニー・デップ                                       | ノミネート | [ 120 ] [ 121 ] [ 122 ] [ 123 ] |
| 2009年 | エンパイア賞                             | 最優秀女優賞                                     | ヘレナ・ボナム＝カーター                               | 受賞       | [ 120 ] [ 121 ] [ 122 ] [ 123 ] |
| 2009年 | エンパイア賞                             | 監督賞                                           | ティム・バートン                                       | ノミネート | [ 120 ] [ 121 ] [ 122 ] [ 123 ] |

## ディスクリリース
DVDは、北米で2008年4月1日、イギリスでは同年5月19日に発売された。また、Blu-ray Disc版が同じ年の10月21日に発売された。HD DVD版も同日発売されることが発表されていたが、この規格が廃止されたため、パラマウント映画はこの規格での販売を取り止め、全世界でBlu-ray Disc版のみを販売することにした。日本では2008年6月21日にワーナー・ホーム・ビデオから2枚組のDVDが発売されたほか、追加特典を含めた1枚組のBlu-ray Disc版も同時発売された。演者が実際に歌うという映画の特性から、日本語吹替は付けられなかった。DVDは4月1日の北米リリース後、1,892,489枚以上が販売され、3800万ドル以上を売り上げた。
作品は2010年10月に、BBCアメリカでテレビ初放送された。2013年10月には、This TVの月間ハロウィーン企画である "Shocktober" の一環として、編集されたバージョンが放送された。イギリスでの初放送は、2010年11月27日のChannel 4での放送。